# Obrocznoje (obwód wołogodzki)
Obrocznoje (ros. Оброчное) – wieś w Rosji, w rejonie charowskim obwodu wołogodzkiego. W 2010 r. liczyła 7 mieszkańców.